# Peterborough
Peterborough er en by i det øst-centrale England med 194.000 (2015) indbyggere. Byen ligger i grevskabet Cambridgeshire i regionen East of England. Den er blandt andet kendt for sin store katedral, der er en af de største i England. Den er opført af Kong Henrik VIII. Peterborough er fødeby for stifteren af bilfirmaet Rolls Royce, Henry Royce.